# Раффлз-Сити (Ханчжоу)
Раффлз-Сити (Raffles City Hangzhou, 杭州来福士中心) — многофункциональный комплекс небоскрёбов, расположенный в деловом центре китайского города Ханчжоу, в районе Цзянгань. Построен в 2017 году в стиле неофутуризма. Состоит из двух высотных башен, многоуровневого торгового центра и обширного общественного пространства. 
По состоянию на 2022 год башни Raffles City Hangzhou являлись шестым и седьмым по высоте зданиями Ханчжоу, 293-м и 295-м по высоте зданиями Азии и 480-м и 483-м — мира. Архитекторами комплекса выступили нидерландская компания UNStudio и китайская компания China United Engineering Corporation, застройщиком — китайская компания Shanghai Construction № 4 Group, владельцем является сингапурская инвестиционная группа CapitaLand, оператором отеля — The Ascott.

## Структура
- 61-этажная башня № 1 (256 м) занята офисами, апартаментами и торговыми помещениями[9][10][11].
- 59-этажная башня № 2 (256 м) занята офисами, жилыми квартирами, гостиничными номерами и торговыми помещениями[12][13][14].

На крышах башен расположены вертолётные площадки. Шестиэтажный подиум площадью 116 тыс. кв. метров вмещает магазины, рестораны, объекты досуга, автомобильную парковку и имеет прямое подземное сообщение со станцией метро.